# Paul Vojta
Paul Alan Vojta (30 settembre 1957) è un matematico statunitense, conosciuto per i suoi lavori in teoria dei numeri, geometria diofantea e approssimazione diofantea, per i quali ha ricevuto il Premio Cole nel 1992.